# Молочанський район

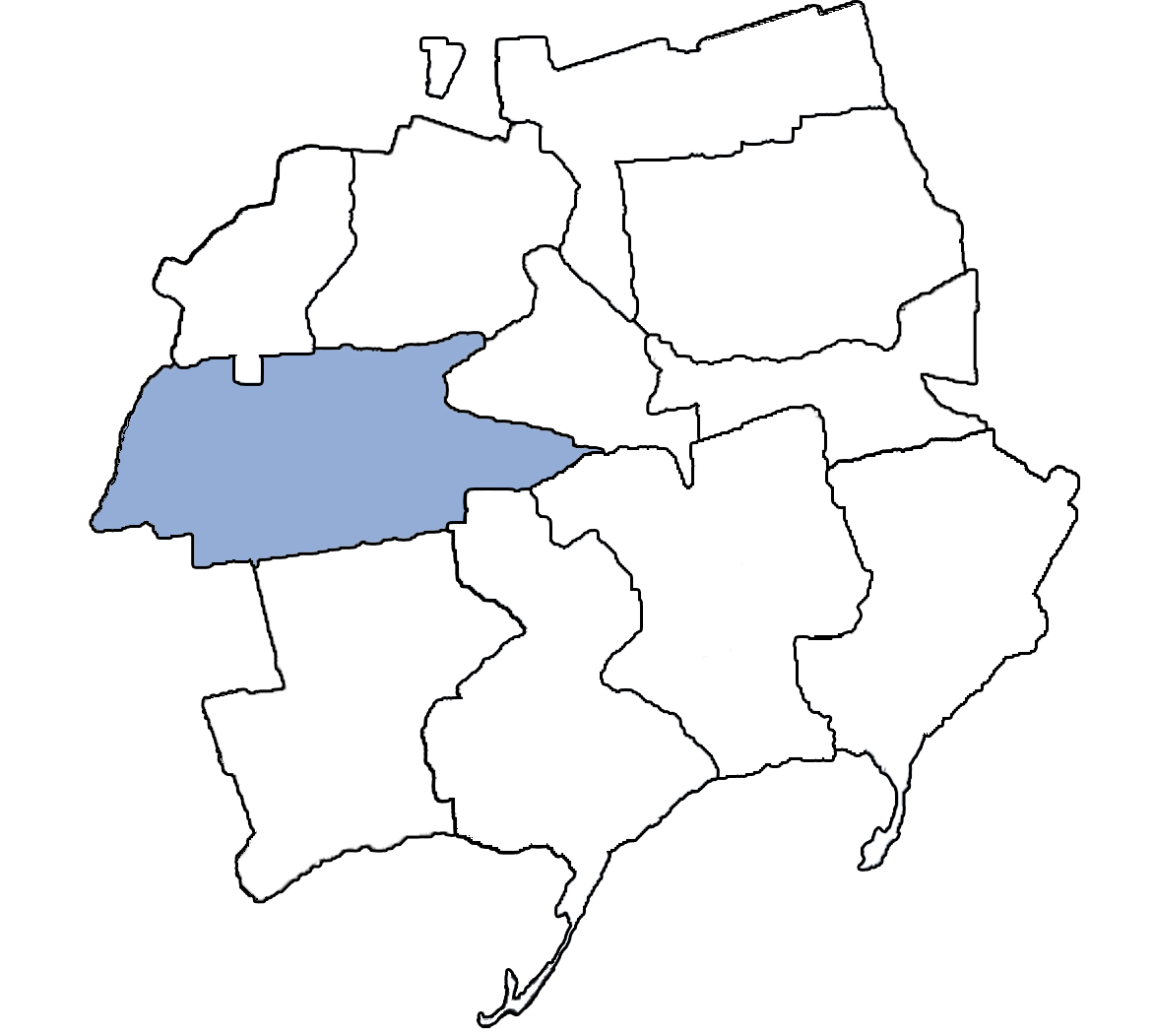
Розташування району в Бердянській окрузі.

Молочанський (Гольдштадський) німецький район (рос. Молочанский (Гольдштадтский) район) — німецький національний район у складі УРСР, що існував у 1924 — 1939 роках. Центр — село (з 1938 року — місто) Молочанськ.
Створений 11 червня 1924 року з колишніх Богданівської і Молочанської (Гольдштадської) волостей в складі Бердянської округи як район з переважаючим німецьким населенням.
З 3 червня 1925 року в складі Мелітопольської округи.
15 травня 1928 року приєднана територія розформованого Пришибського району
15 вересня 1930 року Мелітопольська округа ліквідована, район перейшов у безпосереднє підпорядкування республіці.
27 лютого 1932 року ввійшов до складу Дніпропетровської області.
17 лютого 1935 року з частини Молочанського створений Ротфронтівський район.
10 січня 1939 року ввійшов до складу Запорізької області
26 березня 1939 року ліквідований з приєднанням території до Михайлівського та Великотокмацького районів.